# Voksenundervisningscenter
Et voksenuddannelsescenter (VUC) er en statslig institution for eksamineret voksenundervisning på grundskoleniveau (almen voksenuddannelse, AVU) og gymnasialt niveau (højere forberedelseseksamen, HF).
Undervisningen på VUC tilbydes oftest som enkeltfag på forskellige niveauer.
På VUC kan en hel HF-eksamen stykkes sammen på to eller flere år. På AVU kan man tage prøver svarende til Folkeskolens (udvidede) afgangsprøver. VUC varetager også ordblindeundervisning og FVU (forberedende voksenundervisning) i dansk og matematik og tilbyder ofte andre typer undervisning, for eksempel GSK (gymnasiale suppleringskurser), rekvireret undervisning mm.[kilde mangler]
VUC tilbyder undervisning både dag og aften. Tendensen er, at VUC'erne bliver mere og mere fleksible i deres tilrettelæggelse af undervisningen.[kilde mangler]
1. januar 2007 blev VUC'erne selvejende institutioner i lighed med gymnasierne og hf-kurserne.[kilde mangler]

## VUC'er i Danmark
Der findes en række VUC'er i Danmark, bl.a.:
- Campus Bornholm udbyder VUC.
- HF & VUC København Syd[1], er i Hvidovre og på Amager, tilbyder fjernundervisning[2].
- VUC Syd var i byerne Haderslev, Aabenraa, Tønder og Sønderborg[3]. VUC Syd gik konkurs den 01.08.2024.[kilde mangler]
- IBC HF og VUC (*) er i byerne Fredericia, Haderslev, Aabenraa, Sønderborg og Kolding. I Kolding har IBC ingen VUC-afdeling.[kilde mangler]
- VUC Storstrøm er i Faxe, Næstved, Vordingborg, Nykøbing F. samt Nakskov og Maribo[4]
- HF & VUC Fyn i Odense, Middelfart, Søndersø, Glamsbjerg, Nyborg, Faaborg, Svendborg, Rudkøbing, Marstal. Dertil kommer tilbud om fjernundervisning.[5]
- Københavns VUC (KVUC) har lagt videoer om matematik online.[6] (*)
- Vestegnens HF & VUC i Albertslund og Rødovre
- VUC Roskilde findes også i Køge.[7]
- HF & VUC Nordsjælland i Hillerød og Helsingør
- HF og VUC Klar er i Slagelse og Ringsted.
- Nordvestsjællands HF og VUC i Holbæk og Kalundborg
- Aarhus HF & VUC
- HF&VUC Nord tilbyder undervisning i Aalborg, Frederikshavn, Hjørring, Brønderslev, Aabybro, Aars og Hobro. Hertil kommer tilbud om onlineundervisning.[8]
- Thy-Mors HF & VUC findes i Thisted, Nykøbing Mors og Hurup
- VUC Vest udbyder uddannelser i Esbjerg.[9] (*)
- Skive-Viborg HF&VUC (*)
- Randers HF & VUC tilbyder også fjernundervisning.[10]
- Herning HF & VUC har netundervisning.[11]
- VUC Holstebro-Lemvig-Struer (*)
- UddannelsesCenter Ringkøbing Skjern
- Kolding HF & VUC har netundervisning.
- Campus Vejle udbyder netundervisning.
- Skanderborg-Odder Center for Uddannelse (SCU) omfatter også VUC.
- HF og VUC Fredericia - IBC International Business College
- Th. Langs HF & VUC findes i Silkeborg

(*) = udbyder HF som fjernundervisning.